# Xã Kimbrough, Quận Lincoln, Arkansas
Xã Kimbrough (tiếng Anh: Kimbrough Township) là một xã thuộc quận Lincoln, tiểu bang Arkansas, Hoa Kỳ. Năm 2010, dân số của xã này là 81 người.